# Cieśle (Sosnowiec)
Cieśle (w dzielnicy Sosnowca Maczki) to historyczna wieś, w przeszłości gromada wchodząca w skład gminy Sławków, w 1954 roku połączona z Maczkami, a w 1975 wraz z nimi wcielona do Sosnowca. Obecnie stanowi osadę złożoną z ulicy o nazwie Kolonia Cieśle. Cieśle leżą na granicy Sosnowca ze Sławkowem, w bezpośrednim sąsiedztwie Zespołu Terminali Przeładunkowych LHS T3 (Euroterminal w Sławkowie). Od 1924 przynależą do parafii św. Apostołów Piotra i Pawła w Maczkach. W czasie okupacji nieoficjalnie funkcjonowała niemiecka nazwa Zimmerfeld.
Wieś Cieśle istniała w XVIII wieku, położona przy trakcie prowadzącym ze Sławkowa do Modrzejowa. Pod koniec XIX w. i na początku XX w. działały w Cieślach trzy małe kopalnie węgla kamiennego. Najstarsza z nich to działająca na przełomie wieków kopalnia „Kazimierz”. W latach 1921–1923 w Cieślach eksploatowano również niewielką kopalnię węgla kamiennego „Leszek”. na dzierżawionym przez A. Ostrowskiego polu górniczym. W 1922 produkcja tej kopalni (maksymalna) wyniosła 5098 ton. Szyby kopalni „Leszek” zasypano w 1925. W latach 1920–1924 działała tu również kopalnia „Joanna” S. Karcha, od 1922 pod nazwą „Telmut”.
Dnia 3 października 1968 r. dokonane zostało w Cieślach, jedno z morderstw przypisywanych Zdzisławowi Marchwickiemu.

## Historia administracyjna
W latach 1870–1954 Cieśle miały status gromady w gminie zbiorowej Sławków w powiecie olkuskim w woj. kieleckim.
W okresie II wojny światowej w III Rzeszy; funkcjonowała wówczas nieoficjalnie niemiecka nazwa Zimmerfeld.
18 sierpnia 1945 wraz z powiatem olkuskim włączone do województwa krakowskiego, gdzie stanowiły jedną z 9 gromad gminy Sławków
6 października 1954 Cieśle weszły w skład gromady Maczki w powiecie będzińskim w woj. stalinogrodzkim. 20 grudnia 1956 województwo stalinogrodzkie przemianowano (z powrotem) na katowickie.
1 stycznia 1958 gromadę Maczki zniesiono w związku z nadaniem jej statusu osiedla, przez co Cieśle stały się integralną częścią Maczek.
1 stycznia 1973 wraz z osiedlem Maczki Cieśle stały się integralną częścią miasta Kazimierz Górniczy.
27 maja 1975 wraz Kazimierzem Górniczym stały się integralną częścią miasta częścią Sosnowca.

## Komunikacja
Komunikacja autobusowa obsługiwana jest przez linię 28 i 622 Komunikacyjnego Związku Komunalnego GOP.
| Numer linii | Trasa podstawowa |
| ----------- | --- |
| 28          | Będzin Kościuszki – Dąbrowa Górnicza Urząd Pracy – Strzemieszyce Sulno – Ostrowy Górnicze – Kolonia Cieśle – Kolonia Wągródka – Maczki Kościuszki |